# Tackesdorf
Tackesdorf ist eine Gemeinde im Kreis Rendsburg-Eckernförde in Schleswig-Holstein. Tackesdorf-Nord und Tackesdorf-Süd liegen im Gemeindegebiet. Zwischen beiden verläuft der Nord-Ostsee-Kanal.

## Geografie und Verkehr
Der Ort liegt etwa 26 km östlich von Heide und 20 km südwestlich von Rendsburg am Nord-Ostsee-Kanal.

## Geschichte
Der Ort wurde erst 1904 im Zuge der Kultivierung des Reitmoors besiedelt und ist nach Bruno Tacke benannt, der die Moorkultivierung vorantrieb. Seit 1927 ist Tackesdorf eine selbständige Gemeinde.

## Politik

### Gemeindeversammlung
Da die Gemeinde weniger als 70 Einwohner hat, hat sie eine Gemeindeversammlung anstelle einer Gemeindevertretung; dieser gehören alle wahlberechtigten Bürger der Gemeinde an.

## Wirtschaft
Das Gemeindegebiet ist überwiegend landwirtschaftlich geprägt.
Es ist jedoch auch Tourismus vorhanden.
Im Norden des Gemeindegebietes  an der Mündung der Haaler Au liegen Teile des NATURA 2000-Gebietes FFH-Gebiet Haaler Au und des europäischen Vogelschutzgebietes Haaler Au.